# Oliver Naesen
Oliver Naesen (Ostende, 16 de septiembre de 1990) es un ciclista profesional belga que desde 2017 corre para el equipo Decathlon AG2R La Mondiale Team. Su hermano Lawrence también fue ciclista profesional.

## Palmarés
2014
- Top Compétition

2015
- Polynormande
- Gooikse Pijl

2016
- Bretagne Classic

2017
- Campeonato de Bélgica en Ruta

2018
- Bretagne Classic

2019
- 1 etapa del BinckBank Tour

## Resultados

### Grandes Vueltas
Durante su carrera deportiva ha conseguido los siguientes puestos en las Grandes Vueltas:
| Carrera | Carrera         | 2014 | 2015 | 2016 | 2017 | 2018 | 2019 | 2020 | 2021 | 2022 | 2023 | 2024 | 2025 |
| ------- | --------------- | ---- | ---- | ---- | ---- | ---- | ---- | ---- | ---- | ---- | ---- | ---- | ---- |
|         | Giro de Italia  | —    | —    | —    | —    | —    | —    | —    | —    | —    | —    | —    | —    |
|         | Tour de Francia | —    | —    | 83.º | 63.º | 66.º | 68.º | 61.º | 70.º | Ab.  | 76.º | 83.º | 73.º |
|         | Vuelta a España | —    | —    | —    | —    | —    | —    | —    | —    | —    | —    | —    | —    |

—: no participa

Ab.: abandono

### Clásicas y Campeonatos
| Carrera                 | Carrera                 | 2014 | 2015 | 2016 | 2017 | 2018 | 2019 | 2020 | 2021 | 2022 | 2023  | 2024  | 2025 |
| ----------------------- | ----------------------- | ---- | ---- | ---- | ---- | ---- | ---- | ---- | ---- | ---- | ----- | ----- | ---- |
| Omloop Het Nieuwsblad   | Omloop Het Nieuwsblad   | —    | 31.º | 13.º | 7.º  | 27.º | 10.º | 7.º  | 19.º | 4.º  | 19.º  | 4.º   | 22.º |
| Kuurne-Bruselas-Kuurne  | Kuurne-Bruselas-Kuurne  | —    | 25.º | 77.º | 8.º  | 11.º | 43.º | 23.º | 16.º | 20.º | 79.º  | 16.º  | 21.º |
|                         | Milán-San Remo          | —    | —    | —    | —    | 62.º | 2.º  | 14.º | 21.º | —    | 74.º  | 106.º | 78.º |
| A Través de Flandes     | A Través de Flandes     | —    | 40.º | Ab.  | 6.º  | Ab.  | 19.º | X    | 19.º | —    | 84.º  | 63.º  |      |
| E3 Saxo Classic         | E3 Saxo Classic         | —    | —    | —    | 3.º  | 4.º  | 8.º  | X    | 4.º  | 21.º | 47.º  | 25.º  | 12.º |
| Gante-Wevelgem          | Gante-Wevelgem          | —    | 32.º | Ab.  | 22.º | 6.º  | 3.º  | 14.º | 16.º | 59.º | 18.º  | 11.º  | 21.º |
|                         | Tour de Flandes         | —    | 35.º | 22.º | 23.º | 6.º  | 7.º  | 7.º  | 33.º | 41.º | 40.º  | 7.º   | —    |
| Scheldeprijs            | Scheldeprijs            | —    | 30.º | —    | 74.º | —    | —    | —    | —    | —    | —     | —     | —    |
|                         | París-Roubaix           | —    | 57.º | 13.º | 31.º | 12.º | 13.º | X    | 52.º | 54.º | 66.º  | 24.º  | 94.º |
| Flecha Brabanzona       | Flecha Brabanzona       | —    | —    | —    | —    | —    | —    | —    | —    | 19.º | Ab.   | —     |      |
| Amstel Gold Race        | Amstel Gold Race        | —    | 92.º | 35.º | 13.º | 93.º | 28.º | X    | —    | —    | —     | 108.º |      |
| Clásica San Sebastián   | Clásica San Sebastián   | —    | —    | 38.º | —    | —    | —    | X    | —    | —    | —     | —     |      |
| Cyclassics Hamburg      | Cyclassics Hamburg      | —    | —    | 32.º | —    | —    | 10.º | X    | X    | 80.º | 65.º  | 23.º  |      |
| Bretagne Classic        | Bretagne Classic        | —    | —    | 1.º  | Ab.  | 1.º  | 17.º | —    | —    | 7.º  | Ab.   | —     |      |
| Gran Premio de Quebec   | Gran Premio de Quebec   | —    | —    | 68.º | 17.º | 14.º | 20.º | X    | X    | —    | —     | —     |      |
| Gran Premio de Montreal | Gran Premio de Montreal | —    | —    | 15.º | 16.º | 4.º  | 36.º | X    | X    | —    | —     | —     |      |
| París-Tours             | París-Tours             | 32.º | 27.º | 25.º | 6.º  | 4.º  | 3.º  | —    | —    | 55.º | 117.º | Ab.   |      |
| Mundial en Ruta         | Mundial en Ruta         | —    | —    | 23.º | 73.º | —    | 33.º | Ab.  | —    | —    | —     | —     |      |
| Europeo en Ruta         | Europeo en Ruta         | X    | X    | —    | —    | —    | —    | 20.º | —    | —    | —     | —     |      |
| Bélgica en Ruta         | Bélgica en Ruta         | —    | 10.º | 30.º | 1.º  | 43.º | 22.º | 48.º | 9.º  | 50.º | 75.º  | 9.º   |      |

—: no participa

Ab.: abandono